# 7-й армейский корпус (США)
7-й армейский корпус (англ. VII Corps) — оперативно-тактическое объединение Армии США. Один из двух основных корпусов Армии США действовавших в Европе. Впервые был сформирован в 1918 году для участия в Первой мировой войне на европейском театре; повторно сформирован во время Второй мировой войны и затем во время Холодной войны. Как во время Второй мировой войны, так и Холодной войны входил в состав 7-й армии (USAREUR). Штаб-квартира размещалась в Штутгарте. После окончания Холодной войны переведен в США; в 1992 г. расформирован.

## История

### Война в Персидском заливе

7-й армейский корпус в ходе операции «Буря в пустыне».

После того, как иракская армия вторглась в Кувейт в 1990 году, корпус был развёрнут в Саудовской Аравии в рамках второй основной волны развёртывания американских сил. Благодаря его присутствию американские войска в театре превратились из сил, способных защитить Саудовскую Аравию, в силу, способную изгнать иракские войска из Кувейта.
В войне в Персидском заливе 7-й армейский корпус был, вероятно, самым мощным формированием такого типа, когда-либо существовавшим на поле боя. Как правило, корпус включает три дивизии вместе с другими подразделениями, такими как артиллерия различных типов, инженерные части корпусного подчинения и вспомогательные подразделения. Тем не менее, 7-й армейский корпус имел гораздо больше огневой мощи под своим командованием.
Его основными боевыми формированиями были 1-я бронетанковая дивизия, 3-я бронетанковая дивизия и 1-я механизированная дивизия. 2-я бронетанковая дивизия будет назначена на 1-ю механизированную дивизию в качестве её третьей маневренной бригады. Его Пехотная оперативная группа 1-41 (Task Force 1-41 Infantry) будет возглавлять 7-й армейский корпус. Кроме того, в подчинении корпуса находились 2-й бронекавалерийский полк США в качестве разведывательной силы и ещё две тяжёлые дивизии: 1-я кавалерийская дивизия США и 1-я британская бронетанковая дивизия, а также 11-я авиационная группа (11th Aviation Group). Хотя, и в 1-й кавалерийской дивизии, и в 1-й бронетанковой дивизии были только по две маневренные бригады, они по-прежнему были очень мощными соединениями сами по себе.
7-й армейский корпус был первоначально развёрнут, чтобы обеспечить наступление при необходимости. В 100-часовой войне им было дано боевое задание: уничтожить тяжёлые дивизии Иракской республиканской гвардии. Это означало, что 1-я механизированная дивизия США должна была сделать вынужденный вход, чтобы освободить место для атаки британцев на правом фланге и обеспечить продвижение главных сил слева. Этими силами атаки руководили 2-й бронекавалерийский полк и оперативная группа 1-41, а затем две другие бригады 1-й механизированной дивизии. 1-я бронетанковая дивизия направится на север, чтобы привлечь Иракскую республиканскую гвардию к битве при Мединском хребте. 3-я бронетанковая дивизия будет защищать фланг 1-й механизированной дивизии. Это дало командующему 7-м армейским корпусом генералу Фредерику М. Фрэнкуру-младшему ударную силу из трёх дивизий, чтобы противостоять нескольким иракским бронетанковым дивизиям. После того, как корпус повернул на 90 градусов на восток в соответствии с FRAGPLAN 7, и после того, как бронекавалерийский полк сражался в односторонней битве на 73 истинг, три дивизии (плюс англичане на правом фланге) сражались в одной из самых односторонних битв в истории Армии США.

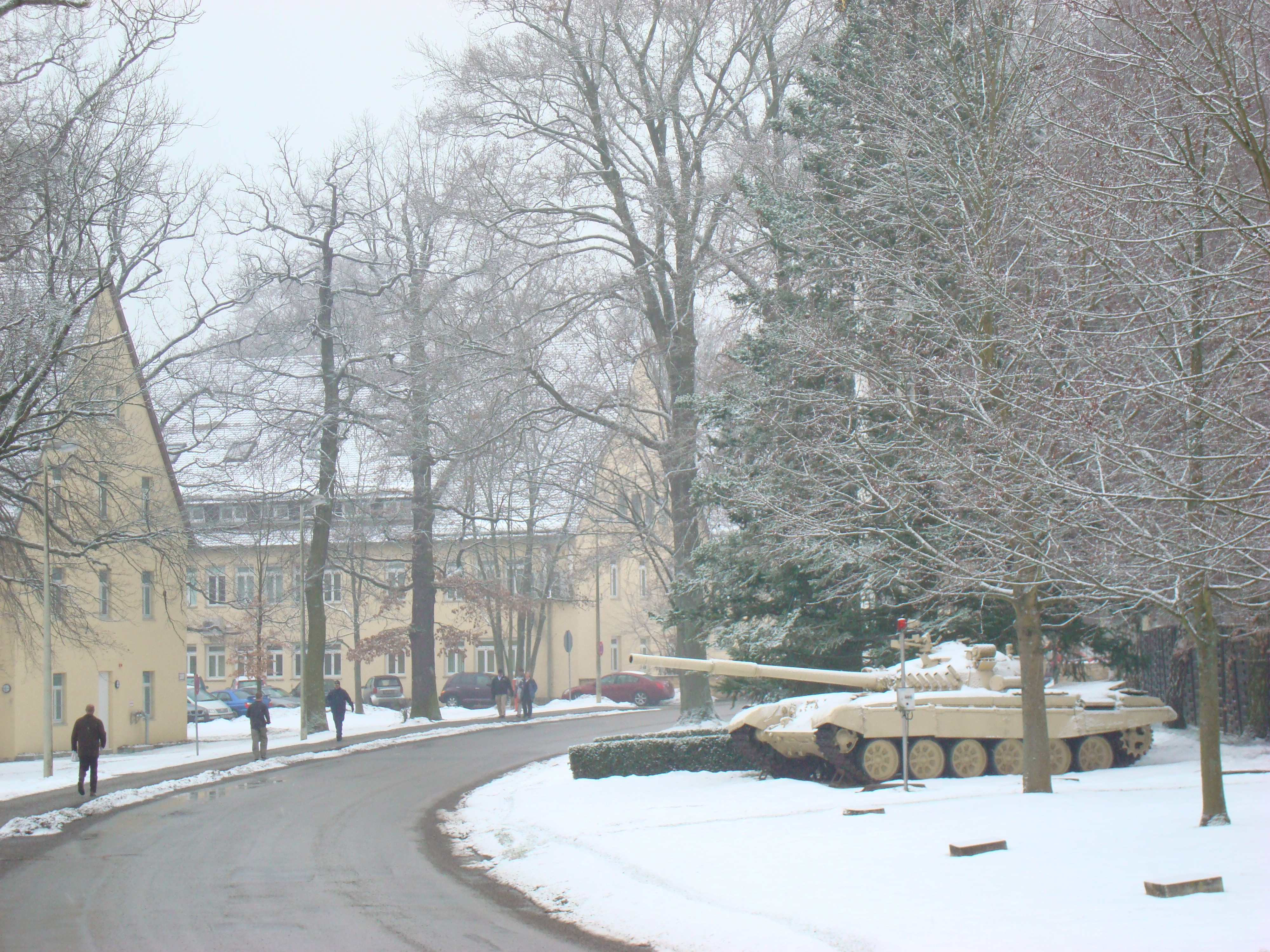
Захваченный иракский Т-72 в штабе 7-го армейского корпуса в Келейских Казармах, г. Штутгарт.

7-й армейский корпус прошёл через иракские войска. Он продвигался с 18-м воздушно-десантным корпусом США на левом крыле и войсками арабской коалиции на правом крыле. Во главе с оперативной группой 1-41 он уничтожил все иракские силы, которые пытались встать и сражаться, и уничтожил значительную часть подразделений Иракской республиканской гвардии. Это противостояние было известно как битва при Норфолке. Атака 7-го армейского корпуса стоила жизни 36 американским и британским солдатам. Но он уничтожил несколько дивизий, включая «Медину» и «Тавакална» Иракской республиканской гвардии вместе с подразделениями поддержки. Он также уничтожил большую часть иракского 7-го армейского корпуса, который держал линию фронта, а также другие подразделения. Сражение на 73 истинг, проведённое бронетанковыми частями США, вошло в военные учебники. Практически каждый манёвренный батальон в 1-й и 3-й бронетанковых дивизиях, 1-й пехотной дивизии и 2-го бронекавалерийского полка получил награду за свою доблесть. Кроме того, шесть из десяти штабов манёвренных бригад 7-го армейского корпуса, которые вели значительные боевые действия против Республиканской гвардии, получили Награду воинской части за доблесть (Valorous Unit Award) в нарушение духа, если не буквы, руководства AR672-5-1, что бывает только в редких случаях. В некоторых случаях подразделение, большее, чем батальон, может претендовать на присуждение VUA.
Во время войны в Персидском заливе 7-й армейский корпус уничтожил 1350 иракских танков, 1224 бронетранспортера, 285 артиллерийских орудий, 105 систем ПВО и 1229 грузовиков. 7-й армейский корпус потерял не более 36 бронемашин в результате огня противника, а людские потери составили в общей сложности 47 убитых и 192 раненых.

## Состав

### 1989 год
- Управление (Штутгарт)
  - 1-я бронетанковая дивизия (Ансбах)
  - 1-я механизированная дивизия (Форт-Райли/Мангейм)
  - 1-я канадская механизированная дивизия
  - 3-я механизированная дивизия (Вюрцбург)
  - 2-й бронекавалерийский полк (Нюрнберг)
  - Артиллерийское управление (Штутгарт)
    - 17-я артиллерийская бригада (Аугсбург)
    - 72-я артиллерийская бригада (Вертхайм)
    - 210-я артиллерийская бригада (Херцогенаурах)

  - 11-я бригада армейской авиации (Иллесхайм)
  - 7-я инженерная бригада (Корнвестхайм)
  - 14-я бригада военной полиции (Людвигсбург)

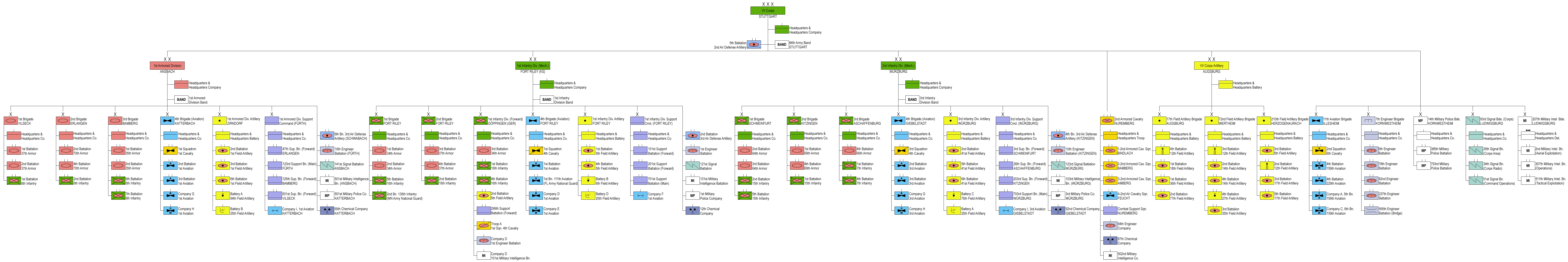
7-й армейский корпус в 1989 году.

### 1991 год
- 1-я бронетанковая дивизия (генерал-майор Рональд Гриффит)
  - 3-я бригада 3-й пехотной дивизии (механизированная) — придана вместо 1-й бригады 1-й бртд
    - 4-й батальон 66-го бронетанкового полка (M1A1)
    - 1-й батальон 7-го пехотного полка (M2A2)
    - 4-й батальон 7-го пехотного полка
    - 1-й эскадрон 1-го кавалерийского полка (UH-60, AH-1, M3)
    - 2-й дивизион 41-го артиллерийского полка (24 M109)
    - 26-й батальон передовой поддержки

  - 2-я бригада 1-й бронетанковой дивизии
    - 1-й батальон 35-го бронетанкового полка (M1A1)
    - 2-й батальон 70-го бронетанкового полка (M1A1)
    - 4-й батальон 70-го бронетанкового полка (M1A1)
    - 6-й батальон 6-го пехотного полка (M2A2)

  - 3-я бригада 1-й бронетанковой дивизии
    - 3-й батальон 35-го бронетанкового полка (M1A1)
    - 1-й батальон 37-го бронетанкового полка (M1A1HA)
    - 7-й батальон 6-го пехотного полка (M2A2)

  - Артиллерийское командование 1-й бронетанковой дивизии
    - Батарея Альфа 94-го артиллерийского полка (MLRS)
    - Батарея Браво 25-го артиллерийского полка (целеуказание)
    - 2-й дивизион 1-го артиллерийского полка (24 M109)
    - 3-й дивизион 1-го артиллерийского полка (24 M109)

  - Авиационная бригада 1-й бронетанковой дивизии
    - Оперативная группа «Феникс» (UH-60) (На начальном этапе наземных боевых действий ОГ Феникс находилась под управлением авиации ОГ 3-1)
    - Рота Гольф 1-го авиационного полка (управление)
    - Рота Хотэл 1-го авиационного полка (ударная)
    - 2-й батальон 1-го авиационного полка (18 x AH-64)
    - 3-й батальон 1-го авиационного полка (18 x AH-64)
    - Рота Индиа 1-го авиационного полка (временно организован до развертывания как 9-й батальон 1-го авиационного полка и направлен на непосредственную поддержку авиационной бригады в качестве прототипа концепции батальона авиационной поддержки)

  - Командование поддержки 1-й бронетанковой дивизии
    - 47-й батальон поддержки (передовой)
    - 123-й батальон поддержки (основной)
    - 125-й батальон передовой (передовой)
    - 400-я рота кадровой службы
    - Оркестр 1-й бронетанковой дивизии
    - 6-й дивизион 3-го полка ПВО (Vulcan/Stinger)
    - 69-я химическая рота
    - Рота Браво 54-го инженерного батальона
    - 501-й батальон военной разведки (CEWI)
    - 501-я рота военной полиции
    - Оперативная группа Wildcat (инженеры)

  - Приданные подразделения
    - 501-я рота по гражданским вопросам
- 3-я бронетанковая дивизия (генерал-майор Пол Э. «Буч» Фанк)
  - 1-я бригада 3-й бронетанковой дивизии
    - Штаб и штабная рота (Headquarters and Headquarters Company (HHC), 1st Brigade)
    - 4-й батальон 32-го бронетанкового полка (4th Battalion, 32d Armor)
    - 4-й батальон 34-го бронетанкового полка (4th Battalion, 34th Armor) (придан от 8-й пехотной дивизии)
    - 3-й батальон 5-го кавалерийского полка (3d Battalion, 5th Cavalry)
    - 4-й батальон 5-го кавалерийского полка (5th Battalion, 5th Cavalry)
    - 2-й дивизион 3-го артиллерийского полка (2d Battalion, 3d Field Artillery)
    - 2-й дивизион 29-го артиллерийского полка (2d Battalion, 29th Field Artillery) (придан от 8-й пехотной дивизии)
    - Батарея Альфа 5-го дивизиона 3-го артиллерийского полка ПВО (Battery A, 5th Battalion, 3d Air Defense Artillery) (придана от 8-й пехотной дивизии)
    - 12-й инженерный батальон (12th Engineer Battalion) (придан от 8-й пехотной дивизии)
    - 503-й батальон поддержки (503d Support Battalion)

  - 2-я бригада 3-й бронетанковой дивизии
    - Штаб и штабная рота (HHC, 2d Brigade)
    - 3-й батальон 8-го кавалерийского полка (3d Battalion, 8th Cavalry)
    - 4-й батальон 8-го кавалерийского полка (4th Battalion, 8th Cavalry)
    - 4-й батальон 18-го пехотного полка (4th Battalion, 18th Infantry)

  - 3-я бригада 3-й бронетанковой дивизии
    - Штаб и штабная рота (HHC, 3d Brigade)
    - 2-й батальон 67-го бронетанкового полка (2d Battalion, 67th Armor)
    - 4-й батальон 67-го бронетанкового полка (4th Battalion, 67th Armor)
    - 5-й батальон 18-го пехотного полка (5th Battalion, 18th Infantry)

  - Авиационная бригада 3-й бронетанковой дивизии
    - Штаб и штабная рота (HHC, Aviation Brigade)
    - 4-й эскадрон 7-го кавалерийского полка (4th Squadron, 7th Cavalry)
    - 2-й батальон 227-го авиационного полка (2d Battalion, 227th Aviation) (дополнен ротой A, 5-229th AVN незадолго до начала наземной операции)
    - 3-й батальон 227-го авиационного полка (3d Battalion, 227th Aviation) (из состава 18-го воздушно-десантного корпуса)
    - 9-й батальон 227-го авиационного полка (9th Battalion, 227th Aviation)
    - Оперативная группа «Вайпер» (Task Force Viper)

  - Артиллерийское командование 3-й бронетанковой дивизии (Division Artillery (DIVARTY))
    - Штаб и штабная батарея (Headquarters and Headquarters Battery (HHB), DIVARTY)
    - Батарея Альфа 40-го артиллерийского полка (Battery A, 40th Field Artillery)
    - Батарея Фокстрот 333-го артиллерийского полка (Battery F, 333rd Field Artillery)
    - 2-й дивизион 3-го артиллерийского полка (2d Battalion, 3rd Field Artillery)
    - 2-й дивизион 82-го артиллерийского полка (2d Battalion, 82nd Field Artillery)
    - 4-й дивизион 82-го артиллерийского полка (4th Battalion, 82nd Field Artillery)

  - Командование поддержки 3-й бронетанковой дивизии (Division Support Command (DISCOM))
    - Штаб и штабная рота (HHC, DISCOM)
    - 22-я химическая рота (22d Chemical Company)
    - 503-й батальон передовой поддержки (503d Forward Support Battalion)
    - 54-й батальон передовой поддержки (54th Forward Support Battalion)
    - 45-й батальон передовой поддержки (45th Forward Support Battalion)
    - 122-й батальон основной поддержки (122d Main Support Battalion)

  - Подразделения прямого подчинения 3-й бронетанковой дивизии (Division Troops) 
    - Оркестр (3d Armored Division Band)
    - 503-я рота военной полиции (503d Military Police Company)
    - 23-й инженерный батальон (23d Engineer Battalion)
    - 143-й батальон связи (143d Signal Battalion)
    - 533-й батальон военной разведки (533d Military Intelligence Battalion (CEWI))
    - 3-й дивизион 5-го артиллерийского полка ПВО (3rd Battalion, 5th Air Defense Artillery) был инактивирован и не участвовал в операции «Щит пустыни/Буря в пустыне»

  - Приданные подразделения
    - 4-й батальон 34-го бронетанкового полка (4th Battalion, 34th Armor) (придан от 8-й пехотной дивизии)
    - 5-й дивизион 3-го артиллерийского полка ПВО (5th Battalion, 3d Air Defense Artillery) (придан от 8-й пехотной дивизии)
    - 3-й дивизион 20-го артиллерийского полка (3rd Battalion, 20th Field Artillery)
    - 2-й дивизион 29-го артиллерийского полка (2nd Battalion, 29th Field Artillery) (придан от 8-й пехотной дивизии)
    - 12-й инженерный батальон (12th Engineer Battalion) (придан от 8-й пехотной дивизии)
    - 302-й центр охраны тыла (302nd Rear Area Operation Center (RAOC))
    - 323-я рота РХБЗ (323rd Chemical Company)
    - 148-й отряд по связям с общественностью (148th Public Affairs Detachment, IDARNG)
    - 369-я рота кадровой службы (369th Personnel Service Company)
    - Рота Чарли 17-го батальона связи (Company C, 17th Signal Battalion)
    - 43-й отряд обезвреживания боеприпасов (43rd Ordnance Detachment (EOD))
- 1-я кавалерийская дивизия[9]
  - 1-я бригада 1-й кавалерийской дивизии
    - 2-й батальон 5-го кавалерийского полка
    - 2-й батальон 8-го кавалерийского полка
    - 3-й батальон 32-го кавалерийского полка

  - 2-я бригада 1-й кавалерийской дивизии
    - 1-й батальон 5-го кавалерийского полка
    - 1-й батальон 8-го кавалерийского полка
    - 1-й батальон 32-го кавалерийского полка

  - 1-я бригада «Тайгер» 2-й бронетанковой дивизии (4 октября — 30 декабря 1990)
    - 3-й батальон 41-го пехотного полка
    - 1-й батальон 67-го бронетанкового полка
    - 3-й батальон 67-го бронетанкового полка

  - Авиационная бригада 1-й кавалерийской дивизии
    - 1-й батальон 3-го авиационного полка
    - 1-й батальон 227-го авиационного полка

  - Артиллерийское командование 1-й кавалерийской дивизии
    - 1-й дивизион 3-го артиллерийского полка
    - 1-й дивизион 82-го артиллерийского полка
    - 3-й дивизион 82-го артиллерийского полка
    - Батарея Альфа 21-го артиллерийского полка
    - Батарея Альфа 92-го артиллерийского полка
    - Батарея Альфа 333-го артиллерийского полка

  - Командование поддержки 1-й кавалерийской дивизии
    - 15-й батальон поддержки (передовой)
    - 27-й батальон поддержки (основной)
    - 115-й батальон поддержки (передовой)
    - 502-й батальон поддержки (передовой)
    - 169-й батальон технического обслуживания
    - 43-я корпусная группа поддержки
    - 91-я химическая рота

  - Отдельные подразделения 1-й кавалерийской дивизии
    - Оркестр 1-й кавалерийской дивизии
    - 1-й эскадрон 7-го кавалерийского полка
    - 4-й батальон 5-го полка ПВО
    - 8-й инженерный батальон
    - 13-й батальон связи
    - 15-й финансовый батальон
    - 15-й батальон кадровой службы
    - Рота Альфа 17-го инженерного батальона
    - 44-я химическая рота (РХБЗ)
    - 68-я химическая рота
    - 123-й инженерный отряд (территорикальный)
    - 577-й инженерный отряд (территорикальный)
    - 312-й батальон военной разведки
    - 1-й взвод 502-й роты военной полиции
    - 525-я рота военной полиции
- 1-я пехотная дивизия (механизированная) (генерал-майор Томас Рейм)
  - 1-я бригада 1-й пехотной дивизии
    - 1-й батальон 34-го бронетанкового полка
    - 2-й батальон 34-го бронетанкового полка
    - 5-й батальон 16-го пехотного полка

  - 2-я бригада 1-й пехотной дивизии
    - 3-й батальон 37-го бронетанкового полка
    - 4-й батальон 37-го бронетанкового полка
    - 2-й батальон 16-го пехотного полка

  - 3-я бригада 2-й бронетанковой дивизии (приданная)
    - 2-й батальон 66-го бронетанкового полка
    - 3-й батальон 66-го бронетанкового полка
    - 1-й батальон 41-го пехотного полка
    - 4-й дивизион 3-го артиллерийского полка (M109)
    - Батарея Чарли 26-го артиллерийского полка (арт. разведка)
    - 498-й батальон поддержки (передовой)
    - Рота Дельта 17-го инженерного полка

  - Артиллерийское командование 1-й пехотной дивизии
    - 1-й дивизион 5-го артиллерийского полка (M109)
    - 4-й дивизион 5-го артиллерийского полка (M109)

  - Авиационная бригада 1-й пехотной дивизии
    - 1-й батальон 1-го авиационного полка
    - 4-й батальон (Provisional) 1-го авиационного полка
    - 1-й эскадрон 4го кавалерийского полка (M1A1; M3A2; AH-1; OH-58)

  - Командование поддержки 1-й пехотной дивизии
    - 101-й батальон поддержки (передовой)
    - 201-й батальон поддержки (передовой)
    - 701-й батальон поддержки (основной)
    - 2-й дивизион 3-го полка ПВО
    - 1-й инженерный батальон
    - 101-й батальон военной разведки (CEWI)
    - 121-й батальон связи
    - Рота Фокстрот 1-го авиационного полка
    - 1-я рота кадровой службы (придана)
    - 12-я химическая рота
    - 1-я рота военной полиции
    - Оркестр 1-й пехотной дивизии
    - 84-й инженерный отряд (территориальный) (придан)
    - 548-й инженерный отряд (территориальный) (придан)

  - Приданные подразделения
    - 181-я химическая рота
    - 323-я химическая рота обеззараживания
    - 418-я рота гражданских дел
- 1-я британская бронетанковая дивизия (1st Armoured Division) (генерал-майор Руперт Смит)
  - 4-я бронетанковая бригада (4th Armoured Brigade) (бригадир Кристофер Хаммербек)
    - 14-й/20-й Его Величества гусарский полк & эскадрон Лейб-гвардейского полка (14th/20th King’s Hussars & squadron of Life Guards) (57 Challenger 1)
    - 1-й батальон Королевского шотландского полка (1st Battalion, Royal Scots) (45 Warrior)
    - 3-й батальон Королевского полка фузилёров (3rd Battalion, Royal Regiment of Fusiliers) (45 Warrior)
    - 2-я рота & рота королевы 1-го батальона Гренадерского гвардейского полка (No.2 & Queens Companies, 1 Grenadier Guards) (45 Warrior)
    - 2-й полевой полк Королевской артиллерии (2nd Field Regiment Royal Artillery) (155-мм M109)
    - 23-й инженерный полк (23 Engineer Regiment) (AVRE)
    - 204-й эскадрон связи (204 Signal Squadron )
    - 5-я полевая скорая помощь (5 Armoured Field Ambulance)
    - 31-я артиллерийско-техническая рота (31 Ordnance Company)
    - 6-я бронетанковая мастерская 3-й полевой ремонтной группы (3 Field Repair Group, 6 Armoured Workshop)
    - Курьерская группа быстрого реагирования, 1-го почтово-курьерского полка, почты Королевских инженеров и курьерских служб (Rapid Response Courier Team, 1 Postal & Courier Regiment, Royal Engineers Postal & Courier Services)
    - Взвод 203-й роты Королевской военной полиции ((1) Platoon, 203 Provost Company, Royal Military Police)

  - 7-я бронетанковая бригада (7th Armoured Brigade) (бригадир Патрик Кордингли)
    - Королевский шотландский драгунский гвардейский полк (Royal Scots Dragoon Guards) (57 Challenger 1)
    - Её Величества королевский ирландский гусарский полк (Queen’s Royal Irish Hussars) (57 Challenger 1)
    - 5 взводов 17-го/21-го уланского полка ((5) Troops 17th/21st Lancers) — один взвод придан Королевскому шотландскому драгунскому гвардейскому полку (Challenger 1)
    - 1-й батальон Стаффордширского полка (1st Battalion, Staffordshire Regiment) (45 Warrior)
    - Эскадрон А 1-го Её Величества драгунского гвардейского полка (A Squadron, 1st Queen’s Dragoon Guards) (Scimitar)
    - 40-й полевой полк Королевской артиллерии (40th Field Regiment Royal Artillery) (155-мм M109)
    - 21-й инженерный полк (21 Engineer Regiment) (AVRE)
    - 207-й эскадрон связи (207 Signals Squadron )
    - 1-я полевая скорая помощь (1 Armoured Field Ambulance)
    - 11-я артиллерийско-техническая рота (11 Ordnance Company)
    - 7-я бронетанковая мастерская 3-й полевой ремонтной группы (3 Field Repair Group, 7 Armoured Workshop)
    - Курьерская группа быстрого реагирования, 1-го почтово-курьерского полка, почты Королевских инженеров и курьерских служб (Rapid Response Courier Team, 1 Postal & Courier Regiment, Royal Engineers Postal & Courier Services)
    - Взвод 203-й роты Королевской военной полиции ((1) Platoon, 203 Provost Company, Royal Military Police)

  - Артиллерийская группа дивизии (Divisional Artillery Group (DAG))
    - 16-й/5-й Её Величества королевский уланский полк (16th/5th Queen’s Royal Lancers) — артиллерийская разведка (Scimitar and Striker), ставилась задача определить дальние цели для 32 и 39 полков Королевской артиллерии
    - 2-й полевой полк Королевской артиллерии (2nd Field Regiment Royal Artillery) (155-мм M109)
    - 32-й тяжёлый полк Королевской артиллерии (32nd Heavy Regiment Royal Artillery) (203-мм M110)
    - 39-й тяжёлый полк Королевской артиллерии (39th Heavy Regiment Royal Artillery) (227-мм M270 MLRS)
    - 26-й полевой полк Королевской артиллерии (26th Field Regiment Royal Artillery) (155-мм M109)
    - 40-й полевой полк Королевской артиллерии (40 Field Regiment Royal Artillery) (155-мм M109)
    - 12-й полк ПВО Королевской артиллерии (12th Air Defence Regiment Royal Artillery) (гусеничный ЗРК Rapier)
    - 10-я батарея ПВО (10 Air Defence Battery) (ПЗРК Javelin на БТР Spartan)
    - 46-я батарея ПВО (46 Air Defence Battery) (ПЗРК Javelin на Spartan)
    - Транспортный полк 4-й бронетанковой дивизии (4th Armoured Division Transport Regiment)
    - Перевязочный пункт 1 «Браво», 4 бронированные машины полевой скорой помощи (Dressing Station 1 Bravo, 4 Armoured Field Ambulance )

  - Инженеры
    - Штаб королевских инженеров (HQ Royal Engineers/Route Development Battle Group )
    - 32-й инженерный полк (32 Armoured Engineer Regiment)
    - 37-й эскадрон полевой поддержки 35-го инженерного полка (37 Field Support Squadron, 35 Engineer Regiment )
    - 15-й эскадрон полевой поддержки Королевских инженеров (15 Field Support Squadron, Royal Engineers)
    - 45-й эскадрон полевой поддержки Королевских инженеров (45 Field Support Squadron, Royal Engineers)
    - 49-й эскадрон обезвреживания взрывоопасных предметов 33-го инженерного полка (49 Explosive Ordnance Disposal Squadron, 33 Engineer Regiment)
    - Подразделения 14-го топографического эскадрона Королевских инженеров (Elements, 14 Topographic Squadron, Royal Engineers)

  - Прочее
    - 1-й Её Величества драгунский гвардейский полк (1st Queen’s Dragoon Guards) (Scimitar, Spartan & Striker) — войсковая разведка
    - Эскадрон доставки бронетехники Королевского бронетанкового корпуса (Royal Armoured Corps Armoured Delivery Squadron — сформирован в основном из 2-го королевского танкового полка. Часть группы доставки бронетехники (ADG))
    - Эскадрон 9-го/12-го королевского уланского полка ((1) Squadron 9/12 Royal Lancers — оснащен разведывательными машинами Ferret. Прикреплен к эскадрону доставки бронетехники RAC)
    - Полк связи 1-й бронетанковой дивизии (1 Armoured Division Signal Regiment)
    - Штаб, роты А и Б 1-го батальона Собственных Её Величества хайлендеров (HQ, A & B Companies, 1 Queens Own Highlanders — рота А обеспечивала охрану штаба дивизии, рота Б охраняла тыловой штаб дивизии)
    - 4-й полк Корпуса армейской авиации (4 Regiment, Army Air Corps (Lynx and Gazelle с TOW) — два вертолётных эскадрона)
    - 661-й эскадрон 1-го полка Корпуса армейской авиации (661 Squadron,1 Regiment, Army Air Corps (Lynx and Gazelle с TOW) — приданы 4-му полку Корпуса АА)
    - Транспортный полк 1-й бронетанковой дивизии (1 Armoured Division Transport Regiment)
    - 7-й полк колёсных танковых тягачей Королевского корпуса транспорта (7 Tank Transporter Regiment Royal Corps of Transport)
    - 54-й эскадрон скорой помощи Королевского корпуса транспорта (54 Ambulance Squadron Royal Corps of Transport)
    - Перевязочный пункт 5 «Браво» 3-й полевой скорой помощи (Dressing Station 5 Bravo, 3 Armoured Field Ambulance)
    - 60-я выездная психиатрическая команда (60 Field Psychiatric Team)
    - 3-й артиллерийско-технический дивизион Королевского артиллерийско-технического корпуса (3 Ordnance Battalion Royal Army Ordnance Corps)
    - 7-я бронетанковая мастерская Королевских инженеров-электриков и механиков (7 Armoured Workshop Royal Electrical and Mechanical Engineers)
    - 11-я бронетанковая мастерская Королевских инженеров-электриков и механиков (11 Armoured Workshop Royal Electrical and Mechanical Engineers)
    - 71-я авиационная мастерская Королевских инженеров-электриков и механиков (71 Aircraft Workshop Royal Electrical and Mechanical Engineers)
    - Штаб 203-й роты Королевской военной полиции (HQ 203 Provost Company Royal Military Police)
    - Эскадрон почтово-курьерской службы, 1-го почтово-курьерского полка (Postal and Courier Service Squadron, 1 Postal & Courier Regiment)
    - 518-я рота, Королевский корпус пионеров (518 Company, Royal Pioneer Corps)
    - 9-я полевая касса, Королевского армейского денежного корпуса (9 Field Cash Office, Royal Army Pay Corps)[10]
- Приданные или отдельные формирования 7-го армейского корпуса
  - 2-й бронекавалерийский полк (полковник Пол Холдер)
  - 2/6-й авиационный батальон 11-й авиационной бригады
  - 42-я артиллерийская бригада (назначена для поддержки 3-й бртд)
  - 72-я артиллерийская бригада
  - 142-я артиллерийская бригада
  - 210-я артиллерийская бригада
  - Оперативная группа 8/43 ПВО
  - 7-я инженерная бригада
  - 14-я бригада военной полиции
  - 93-я бригада связи
  - 207-я бригада военной разведки
  - 2-е корпусное командование поддержки
  - 7-я группа кадров
  - 7-я финансовая группа[11]